# Прапор Верхньої Сілезії
Пра́пор Ве́рхньої Сіле́зії — це біколор жовтого та синього кольору.

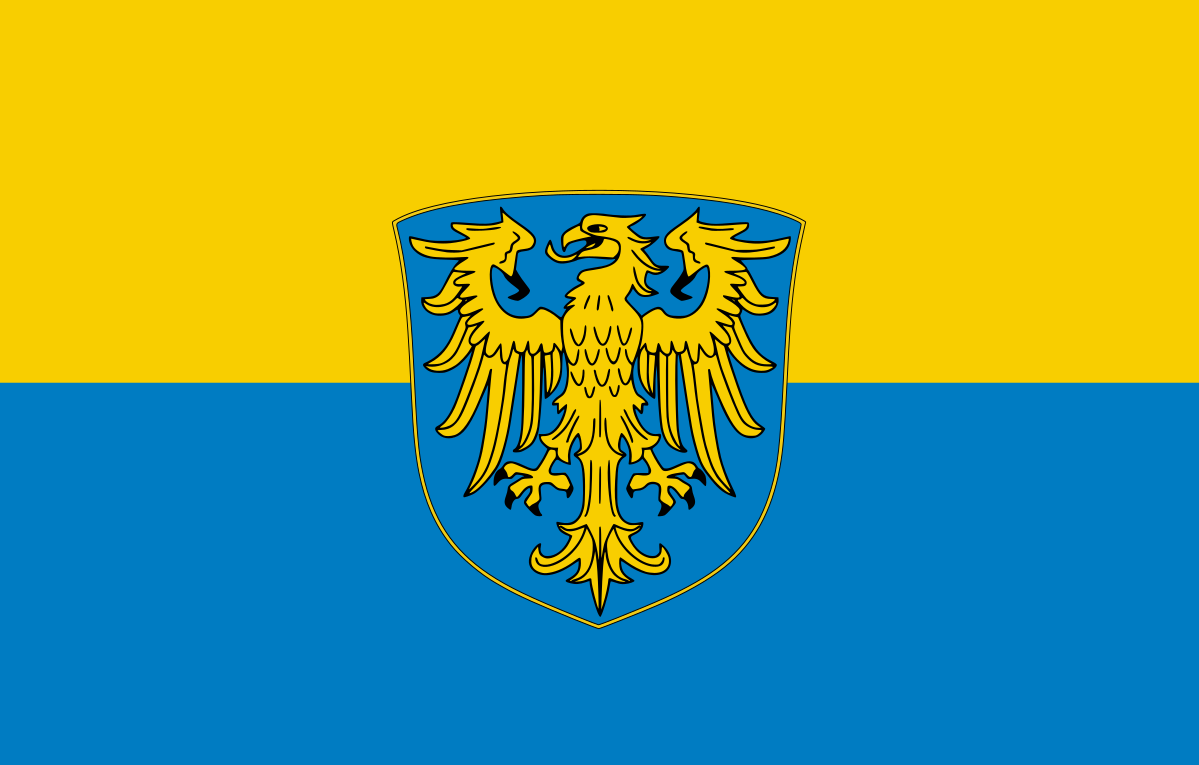
Сілезький прапор, яким користуються сілезці

Прапор складається з двох горизонтальних смуг. Кольори прапора відносяться до герба Верхньої Сілезії.
Ідентичний прапор також використовувався як прапор Опольського воєводства до 2006 року. Сілезьке воєводство також використовує жовтий і синій кольори.
Також подібні прапори мають міста Ополе та Катовиці. Кольори також використовувалися разом із гербом провінції Верхня Сілезія.
Це — популярний символ Руху за автономію Сілезії.